# ستيفن براي
ستيفن براي (بالإنجليزية: Stephen Bray)‏ هو منتج أسطوانات وكاتب أغاني أمريكي، ولد في 23 ديسمبر 1956 في ديترويت في الولايات المتحدة.

## وصلات خارجية
- ستيفن براي على موقع IMDb (الإنجليزية)
- ستيفن براي على موقع ميوزك برينز (الإنجليزية)
- ستيفن براي على موقع قاعدة بيانات برودواي على الإنترنت (الإنجليزية)
- ستيفن براي على موقع أول ميوزيك (الإنجليزية)
- ستيفن براي على موقع ديسكوغز (الإنجليزية)
- ستيفن براي على موقع قاعدة بيانات الفيلم (الإنجليزية)